# GIZMON
GIZMON（ぎずもん）は、熊本市中央区八王寺町（はちおうじまち）にある合同会社ギズモンが運営するブランド。トイデジやiPhoneケース、カメラアクセサリーなどを取り扱っている。
平成26年12月5日に有限会社アドプラスから合同会社ギズモンに事業の一部を譲渡し、合同会社ギズモンが所有するブランドとなった。
ニューヨーク・タイムズにも掲載されたGIZMON iCAはクラシックカメラスタイルのiPhone 4/4S用のケースは、世界的な評価を受けている。
また、ハーフサイズの写真を撮影する事ができるトイデジカメ、GIZMON HALF Dも同ブランドの製品である。
私立恵比寿中学とスターダストプロモーションとトリガー (アニメ制作会社)とのコラボレーションで私立恵比寿中学の廣田あいかによるカラーデザイン、キャラクターデザインは錦織敦史によるiPhoneケースが発売されており、サブカルチャー分野への商品展開が行われています。